# Школа Святого Томи (Лейпциг)
Лейпцизька школа Святого Томи (нім. Thomasschule zu Leipzig) — гуманітарний музичний навчальний заклад, що знаходиться в кварталі Бахфіртель німецького міста Лейпциг (федеральна земля Саксонія). Заснована в 1212 році школа Святого Томи відноситься до числа найстаріших шкіл Німеччини. У навчальному 2010/11 році  в школі працював 61 викладач.  Всесвітню популярність школі приніс Йоганн Себастьян Бах, який служив в ній кантором. Серед випускників школи було багато знаменитих особистостей. Школа Святого Томи є одним з найпрестижніших навчальним закладів у Саксонії, з надзвичайно багатими традиціями.

## Історія

### Монастирська школа
У 1212 році за ініціативою маркграфа Дітріха фон Майссена в Лецпцизі був заснований монастир ордена августинців, який отримав ім'я на честь апостола Томи. Заснування монастиря було підтверджено едиктом імператора Священної Римської імперії Оттоном IV. У 1218 році папа Гонорій III взяв монастир під захист Святого Петра.  З самого заснування монастиря при ньому існувала школа-притулок, яка стала першою постійно діючою школою в Саксонії. Спочатку школа займалася освітою і підготовкою хлопчиків для хору Святого Томи при монастирській церкві. Поряд з релігійною і музичною освітою хлопчики вивчали мови і «вільні мистецтва» . Перша письмова згадка про школу відноситься до 1254 року, при цьому згадувалося ім'я глави школи Тідерікуса, який одночасно виконував обов'язки кантора. 

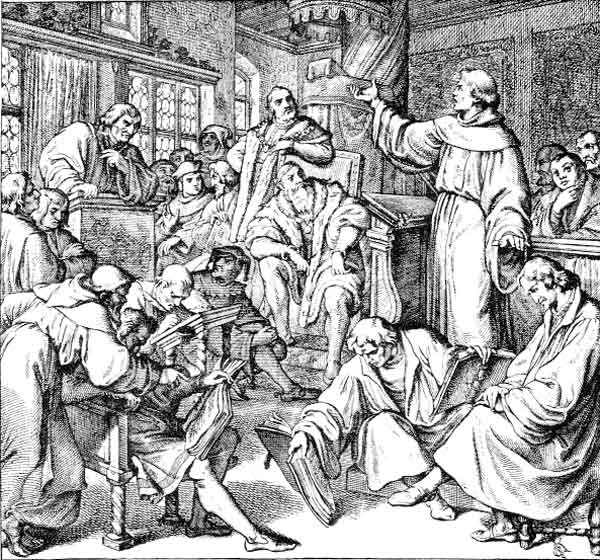
Лейпцизький диспут

Влітку 1519 року в Лецпцизі відбувся знаменитий диспут між Мартіном Лютером і професором теології Йоганном Екком, в результаті якого Лютер остаточно розірвав з папською церквою. Зі вступною промовою на диспуті виступив вчитель школи Святого Томаса Петро Мозелланус. Протокол засідань вів тодішній ректор школи Йоганн Граманн. Кантор школи Георг Рау 27 червня для учасників диспуту влаштував виконання меси. Після диспуту Йоганн Граманн став прихильником лютеранства та ввів в школі викладання гуманізму. 

### Гімназія

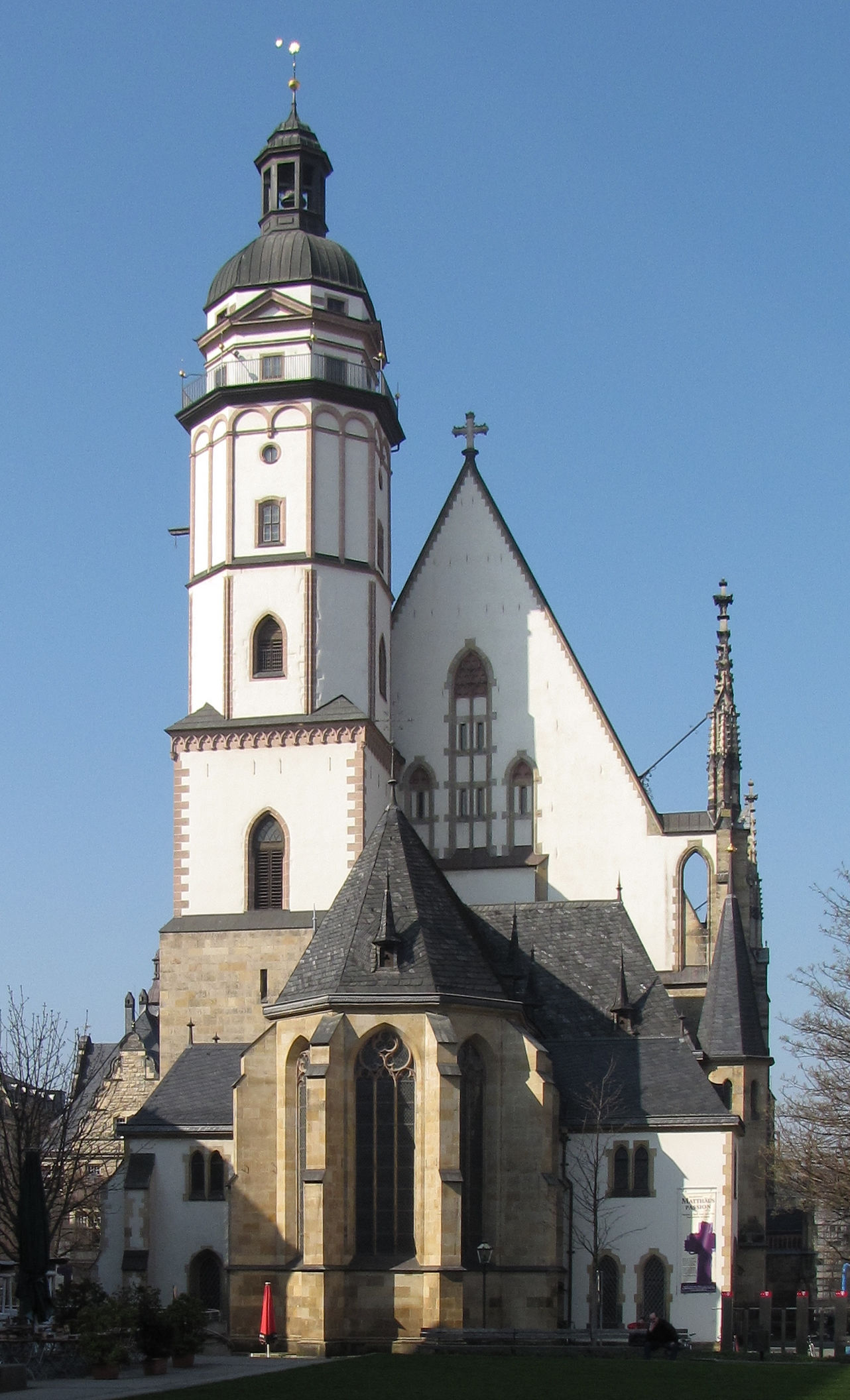
Церква Святого Томи

У 1543 році Лейпциг перейшов на бік Реформації. Августинський монастир був закритий, а школа перейшла під егіду міського магістрату. При ректорі Андреасі Яні в 1553 році школа переїхала в нову двоповерхову будівлю, побудовану за проєктом архітектора Ієроніма Лоттера на площі Thomaskirchhof поруч з церквою Святого Томи. Над входом в школу був такий напис: 
Non hic Pierides, non vanum numen Apollo,

Non de mentiti vertice nata Iovis,

Ipse sed aeterni Christus sapientia patris

Praesidet, est soli cui locus iste sacer.
 У вільному перекладі з латини цей текст звучить наступним чином: 
Тут влади немає ні муз, ні Аполлона,

І волі Юпітера тут місця немає,

Але лише Христос і мудрість вічного Отця

Панують в священному цьому місці.
 Найстаріший з відомих розкладів занять в школі відноситься до 1574 року. У ньому можна знайти не тільки уроки музики, а й заняття з математики, риторики, літератуки. Учні вивчали роботи Цицерона, Овідія, Теренція, Вергілія, Лукіана, знайомилися з ідеями Мартіна Лютера. З 1634 року учні повинні були складати іспити. У першій половині XVII сторіччя учнями школи були майбутні  знамениті бароковий композитор Томас Зелле, автори барокової лірики Мартін Рінкарт і Пауль Флемінг. Однак, кошти, що виділялися магістратом на утримання школи, були явно недостатніми. У 1609 році ректор Амброзій Барденштайн скаржився на крайню потребу, яку повинні були відчувати учні. У роки Тридцятирічної війни умови, в яких змушені були навчатися хлопчики, ще більше погіршилися. Справа в тому, що заможні сім'ї воліли віддавати своїх дітей на навчання в школу Святого Миколая або в гімназію святої Афри Аугсбургської, а батьки бідних дітей були забрані в солдати і не могли утримувати своїх синів. З 1637 року, коли ректором став Авраам Теллер пожертви громадян Лейпцига школі Святого Томи постійно зростали, а ректор Георг Крамер домігся від магістрату збільшення видатків. 

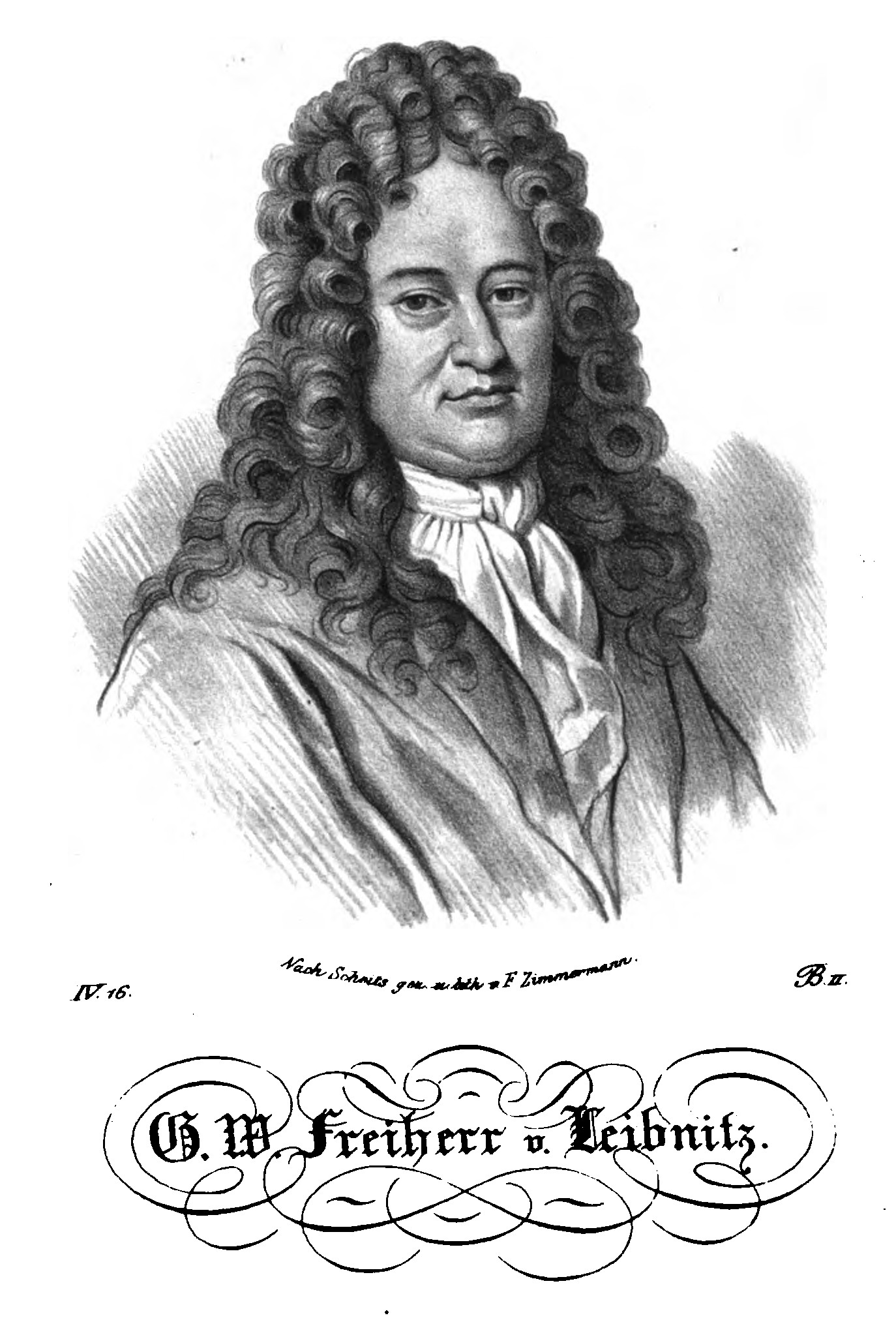
Готфрід Вільгельм Лейбніц

Найвідомішим учнем другої половини XVII сторіччя був видатний німецький філософ, математик, фізик, дипломат, історик, винахідник і мовознавець Готфрід Вільгельм Ляйбніц.[джерело?]  У 1680 році в Лецпцизі спалахнула епідемія чуми, яка не оминула й школу Святого Томи. 

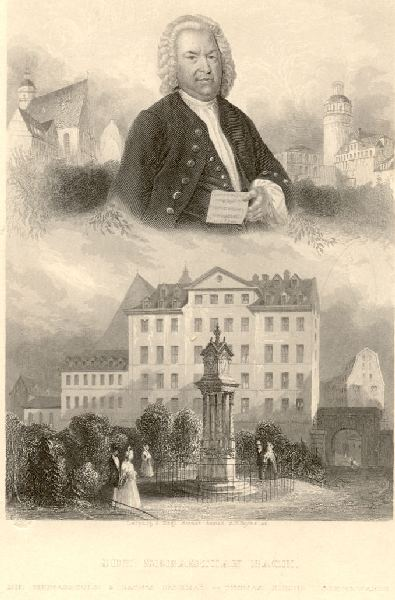
Йоганн Себастьян Бах і школа Святого Томи (робота Альберта Анрі Пейна, XIX сторіччя)

У 1723 році під час головування Йоганна Генріха Ернеста посаду кантора школи зайняв Йоганн Себастьян Бах. Також Бах виконував обов'язки викладача латини та лютеранської ортодоксії. 

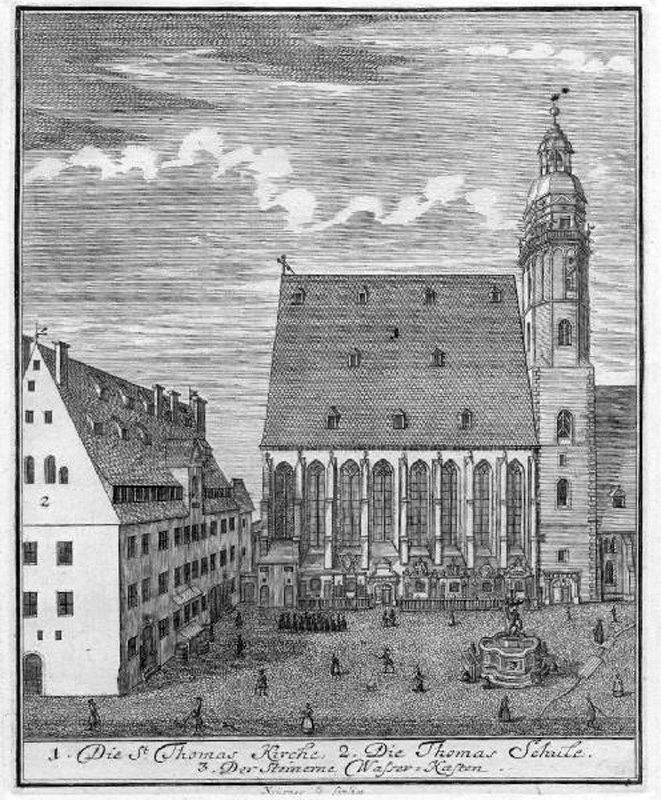
Церква і школа Святого Томи в 1723 році

З 1730 по 1734 рік посаду ректора займав відомий вчений-гуманіст Йоганн Матіас Геснер, при якому була здійснена шкільна реформа. У 1732 році школа, оновлена в бароковому стилі за проєктом архітектора Георга Вернера, урочисто відкрилася кантатою Баха «Радісний день, потрібний час» (нім. „Froher Tag, verlangte Stunden“) (лібрето написав ректор Лейпцизького університету Йоганн Генріх Вінклер. 4 листопада 1734 року школа зустрічала нових учнів кантатою «Печаль Святого Томи» (нім. „Thomana saß annoch betrübt“) (лібрето — Йоганн Август Ландвойт). У школі Святого Томи вчилися всі без винятку сини Баха — Вільгельм Фрідеман, Карл Філіпп Емануель, Йоганн Крістоф Фрідріх і Йоганн Крістіан. Тут навчався майбутній композитор Йоганн Давид Гайніхен. У 1751 році заступник ректора Йоганн Фрідріх Фішер ввів у школі викладання староєврейської та давньогрецької мов. У 1789 році школу відвідав Вольфганг Амадей Моцарт. 

### Гуманістична гімназія
У 1813 році під Лейпцигом відбулася найбільша битва Наполеонівських воєн — Битва народів. При цьому школа Святого Томи використовувалася як військовий госпіталь. Після поразки Наполеона кантор школи Йоганн Готфрід Шіхт присвятив російському генералу Рєпніну-Волконському кантату «Рятівник Святого Томи» (нім. „Salvatori scholae Thomanae“). У 1817 році ректор Рост писав: 
 «Три основні цілі, які переслідує школа Святого Томи — це виховання обдарованих молодих людей з метою досягнення досконалості, на стільки на скільки це можливо, вивчення наук, а також музичну освіту і розвиток музичних здібностей.» 
 У 1835 році ректор Йоганн Готфрід Штальбаум перетворив школу в гуманістичну гімназію. У 1843 році перед будівлею школи був відкритий пам'ятник Баху. У відкритті брав участь відомий композитор Фелікс Мендельсон. При ректорі Фрідріхові Кранеру була заснована шкільна бібліотека, численне зібрання  природничо-наукової, географічної, історичної та художньої літератури були передані до фонду бібліотеки Лейпцизького університету в 1985 році. У 1849 році при гімназії був заснований академічний співочий гурток Аріон, який проіснував до 1936 року. 

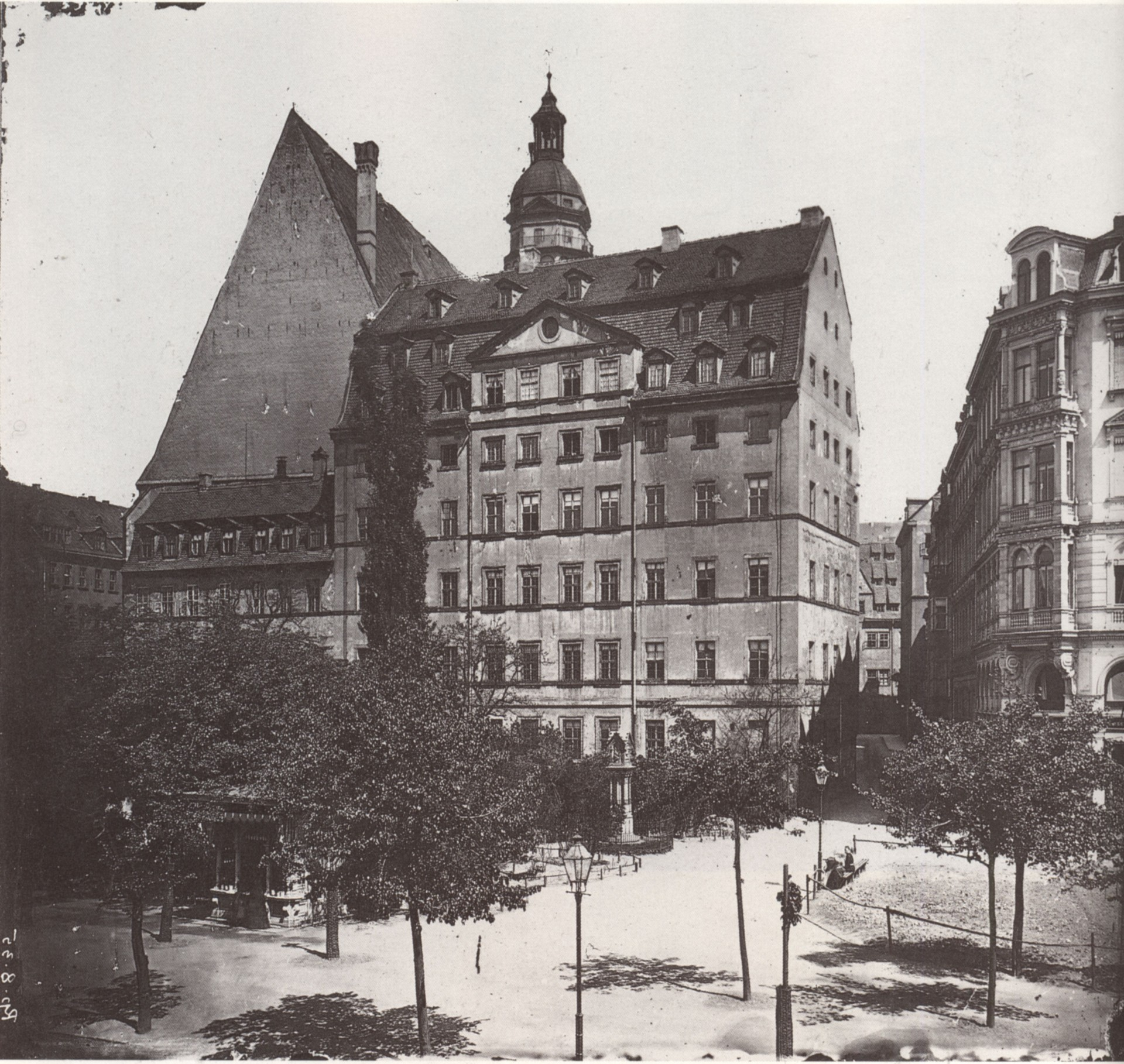
Школа Святого Томи в 1885 році

За часів ректорства Фрідріха Августа Екштейна школа Святого Томи стає однією з найпопулярніших і відомих гуманістичних гімназій в Німеччині. У 1877 році школа переїжджає в новий будинок, побудований за проєктом архітектора Августа Фрідріха Фіхвегера, на вулицю Schreberstraße поруч з громадською купальнею Шребербад. Стара будівля школи була знесена 25 років по тому. 

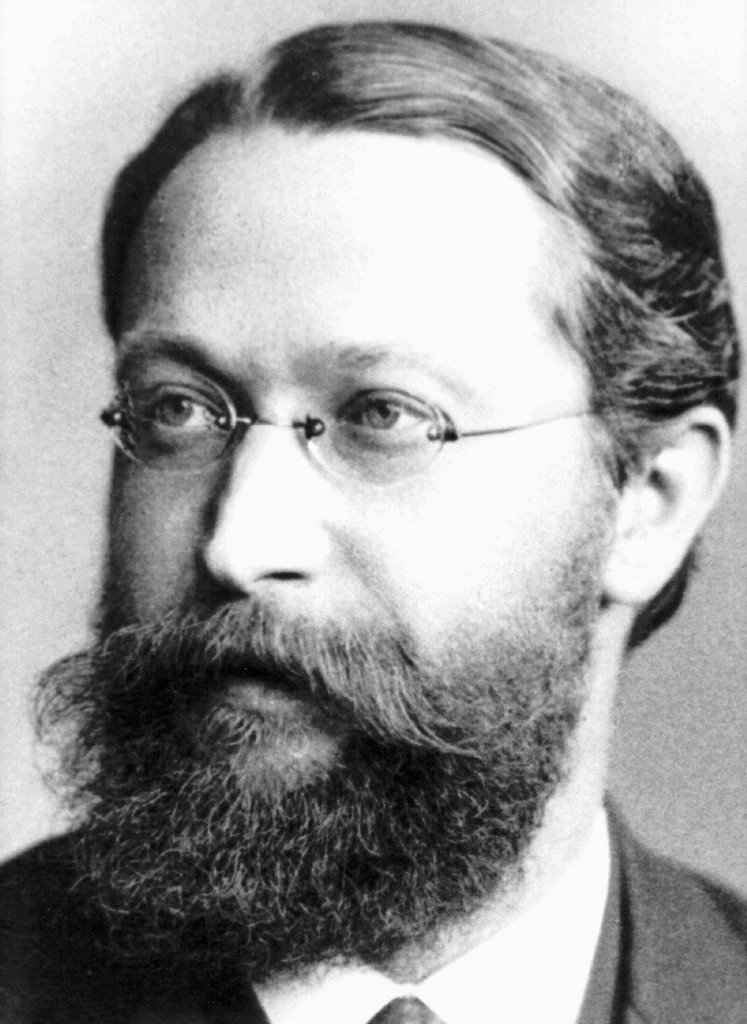
Фердинанд Браун

З 1873 по 1876 роки в школі викладав фізику нобелівський лауреат Карл Фердинанд Браун — майбутній винахідник катодно-променевої трубки. У школі, крім викладацької діяльності, Браун займався також науковими дослідженнями коливань і провідності струму. При цьому він зробив своє перше відкриття. На цю тему він пише в 1874 році в Analen der Physik und Chemie: «... велика кількість природних і штучних сірчаних металів... мали різний опір залежно від напрямку, величини і тривалості струму. Відмінності становили до 30% від повної величини.» Це відкриття слугувало згодом основою для винаходу напівпровідників. Також саме в цей час Браун написав свою єдину книгу — «Таємниці числа і дива арифметичного мистецтва». 

### Перша світова війна і епоха націонал-соціалізму
У 1912 році при ректорові Франці Емілі Юнгманні школа відзначила свій 700-річний ювілей. Через п'ять років гімназію очолив Карл Тіттель. Йому довелося керувати школою в складний час першої світової війни та супутній їй інфляції, яка тривала аж до 1923 року. Під час Каппського заколоту перед будівлею школи відбувалися зіткнення між силами фрайкора та формуваннями робочих. З 1935 до 1945 року ректором школи був Альфред Єнч. Він намагався виховувати учнів у дусі християнства і намагався утримувати їх від вступу в Гітлер'югенд. У своїй промові з нагоди 725-річчя школи він говорив: «Музика — ось найвище посвячення нашої школи». Проте в роки націонал-соціалізму в школі на перший план висуваються заняття спортом. У ніч на 4 грудня 1943 року під час повітряного нальоту на Лейпциг силами британських ВПС будівлю школи було майже повністю зруйновано, зберігся тільки спортивний зал (остаточно будівлю школи було зруйновано під час нальоту 20 лютого 1944 року). Кантор Гюнтер Рамін був змушений перевести хор Святого Томи в гімназію Святого Августина. Для занять учнів школи Святого Томи тимчасово надав класи Лейпцизький університет. Майже всіх учнів старших класів в цей час залучили на допомогу вермахту для обслуговування зенітних знарядь. До кінця війни заняття, павзи в проведенні яких іноді досягали декількох тижнів, проходили в будівлі школи Макса Клінґера. Після війни стало відомо, що ряд учнів школи був серед членів антигітлерівського Опору, очолюваного Карлом Фрідріхом Герделером. 

### Під часНДР
Після війни заняття проходили в будівлі IV міської школи на Hillerstraße. У 1950 році руїни шкільної будівлі були знесені, на території, що звільнилася був облаштований спортивний майданчик. Через політичні переконання тодішній ректор школи Гельмут Гайнц втік до ФРН. З огляду на атеїстичний світогляд, який поширювався у НДР, школу Святого Томи перетворили в політехнічну середню школу, а потім в загальноосвітню школу вищого рівня. У 1973 році школа перебралося в будівлю на Pestalozzistraße (сьогодні — Telemannstraße). У 1981 році вона входила в число всього 9 шкіл в НДР, в яких викладалися стародавні мови (грецька і латинська мова). 

### Після об'єднання Німеччини
У 1990 році школа була реформована в гімназію з поглибленим вивченням древніх мов. З 2000 року школа знаходиться в чотириповерховій будівлі на Hillerstraße, побудованій в неокласичному стилі та перебудованій за проєктом архітекторів Артура Нумріга і Тімо Клумппа. Фахівці з садово-паркової архітектури Даніель і Аннетт Спренджери спроєктували пришкільний сквер. Шкільні богослужіння відбуваються церкві Лютера, що знаходиться неподалік. 

## Шкільна програма
Школа Святого Томи спеціалізується на стародавніх мовах, тому, починаючи з 5-го класу, для всіх учнів обов'язковим є вивчення латини та англійської мови. З 8-го класу учні можуть за бажанням вивчати також грецьку мову. Школа Святого Томи є єдиним навчальним закладом в Саксонії, в якому вивчення грецької мови проводиться на регулярній основі. Як альтернативу грецькій, учні можуть вивчати французьку, італійську чи польську мову. У школі намагаються зберігати її гуманітарні традиції. Учням пропонують на вибір вивчати лютеранське або католицьке тлумачення Закону Божого. Також проводяться заняття з етики.  У зв'язку з реформою гімназійної освіти в Саксонії в 2009 році школа Святого Томи була перетворена в коледж мовного і художнього профілю з поглибленою естетичною освітою. 

## Академічні успіхи

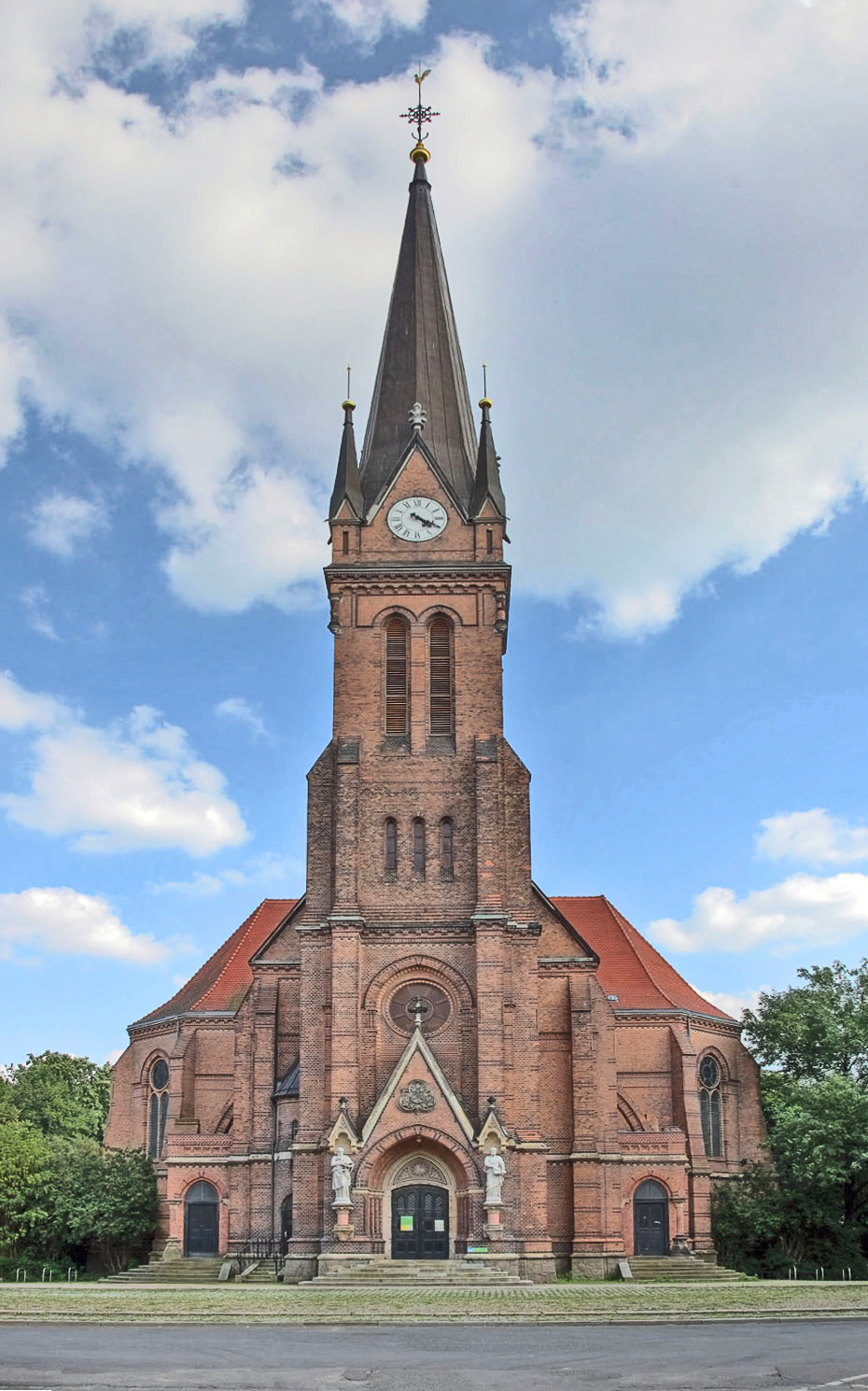
Церква Лютера

В останні роки понад 70 учнів школи були учасниками різних олімпіад і конкурсів, що є місцевими саксонськими або загальнонімецькими: Німецька математична олімпіада, конкурс «Юність музикує», Конкурс юних дослідників, Учнівське змагання з політичної освіти, Федеральна олімпіада з іноземних мов та ін. Оцінка знань учнів школи Святого Томи відноситься до найвищих в Саксонії. Середній бал атестата в навчальному році 2009/10 склав 1,9, в той час як в цілому по Лейпцигу він дорівнював 2,4. У 2010 році школа випустила 5 учнів із середньою оцінкою 1,0. 

## Шкільне життя
Школа Святого Томи має багаті 800-річні традиції. Тільки учні школи можуть бути членами хору Святого Томи. Але, крім членів хору в школі вчаться діти, які крім отримання загальної освіти займаються в театральній студії, грають в шкільному оркестрі, займаються спортом і навіть отримують навички гончарної майстерності. До послуг учнів в школі працюють бібліотека, спортивний зал, комп'ютерні класи, фотолабораторія. Один раз в 2-3 місяці виходить шкільна газета у форматі A4. Газета має тираж 175-300 примірників і висвітлює як шкільне життя, так і події в світі. Традиційно в школі проходять музичні вечори, художні виставки, засідання дискусійного клубу, дні відкритих дверей, театральні та концертні постановки, шкільні богослужіння та різдвяні карнавали. 

## Знамениті учні школи
В алфавітному порядку прізвищ: 
- Карл Фрідріх Абель — композитор та виконавець на віолі да ґамба;
- Франц Абт — композитор;
- Ніколаус Амсдорф — близький друг Мартіна Лютера;
- Йоганн Август Апель — юрист, поет, теоретик метрики;
- Вільгельм Фрідеман Бах — органіст, композитор, імпровізатор, майстер контрапункта;
- Йоганн Крістоф Фрідріх Бах — композитор;
- Йоганн Крістіан Бах — композитор;
- Карл Філіпп Еммануель Бах — композитор, музикант;
- Кристіан Даніель Бек — філософ, історик і богослов;
- Юліус Родеріх Бенедікс — письменник, актор, драматург, лібретист;
- Генріх Брокгауз — письменник, мистецтвознавець;
- Конрад Бурсіан — філолог, археолог і дослідник;
- Ріхард Вагнер — композитор, творець циклу опер на сюжет німецької міфології, драматург (автор лібрето своїх опер), музикознавець, філософ, революціонер;
- Йоганн Готлоб Фрідріх Вік — музичний педагог;
- Томас Теодор Гейне — художник, графік і письменник;
- Клаус фон Донаньї — політик;
- Крістоф фон Донаньї — диригент;
- Райнгард Кайзер — композитор;
- Карл Густав Карус — лікар (гінеколог, анатом, патолог, психолог), художник, вчений, великий теоретик романтизму в мистецтві;
- Йоганн Фрідріх Кінд — поет-лірик;
- Йоганн Людвіг Кребс — лютнист, органіст і композитор;
- Готфрід Вільгельм Лейбніц — філософ, логік, математик, фізик, юрист, історик, дипломат, винахідник і мовознавець;
- Юстус Герман Ліпсіус — філолог;
- Едуард Фрідріх Пеппіг — зоолог;
- Карл Готліб Райсігер — композитор і диригент;
- Гюнтер Рамін — органіст і хоровий диригент;
- Йоганн Розенмюллер — музикант і композитор;
- Фрідріх Руге — адмірал та історик;
- Пауль Тіміх — поет;
- Георг Фабріціус — чеський філолог і поет;
- Пауль Флемінг — лікар і бароковий поет;
- Юліус Шнорр фон Карольсфельд — художник-романтик;
- Йоганн Андреас Шуберт — інженер, архітектор і конструктор;
- Теодор Вільгельм Енгельман — натураліст.

## Знамениті викладачі школи
В алфавітному порядку прізвищ: 
- Йоганн Себастьян Бах — композитор, органіст-віртуоз, музичний педагог;
- Карл Фердинанд Браун — фізик, винахідник, лавреат Нобелівської премії;
- Ернст Віндіш — мовознавець, санскритолог і кельтолог;
- Моріц Гауптман — композитор, музикознавець і музичний педагог;
- Йоганн Грауманн — лютеранський пастор, теолог, педагог, гуманіст, реформатор;
- Зет Кальвізій — астроном, хронолог, історик, теоретик музики і композитор;
- Фрідріх Едуард Кеніг — богослов;
- Густав Кертінг — філолог;
- Отто Крузіус — філолог;
- Йоганн Кунау — композитор, органіст і музикознавець;
- Август Лескін — лінгвіст, член Берлінської академії наук, іноземний член-кореспондент Петербурзької академії наук, один з основних представників школи молодограматиків;
- Гюнтер Рамін — органіст і хоровий диригент;
- Ернст Фрідріх Едуард Ріхтер — композитор, музикознавець і музичний педагог;
- Йоганн Розенмюллер — музикант і композитор;
- Вільгельм Руст — композитор, музикознавець і хормейстер;
- Пауль Тіміх — поет;
- Георг Фабріциіус — чеський філолог і поет;
- Йоганн Герман Шайн — композитор.